# Les hommes viennent de Mars, les femmes viennent de Vénus
Les hommes viennent de Mars, les femmes viennent de Vénus (titre original : Men are from Mars, Women are from Venus) est un essai américain, livre à succès de John Gray paru en 1992.

## Description
Gray y traite de la différence entre hommes et femmes d'un point de vue essentialiste et y expose des exemples et comportements visant à permettre à chacun des deux sexes de mieux comprendre le sexe opposé.
En 2006, ce livre a été adapté à la scène et joué par Paul Dewandre, dans une mise en scène de Thomas Le Douarec. Ce spectacle connaît un succès considérable à travers toute la francophonie. Il a été filmé au Forum, à Liège, et publié en DVD en 2007.
Le spectacle et le livre traitent les relations du couple par le biais de généralités (hommes qui n'aiment pas demander leur chemin en voiture ou femmes qui emportent trop de vêtements en voyage…), attribuant des comportements et une certaine personnalité à l'homme et à la femme, pour opposer les côtés « masculin » et « féminin » de chaque personne.

## Critiques
Selon Catherine Vidal, le livre essentialise la psychologie humaine à des stéréotypes, c'est-à-dire qu'il rapporte à l'homme ou à la femme des comportements pouvant être partagés par les deux sexes. Par exemple, le fait de considérer que l'homme serait plus « rationnel », et la femme plus « émotionnelle ». De plus, ses thèses seraient contestées par de récentes recherches en neurologie, qui prouvent qu'il n'existe pas de réelles différences entre un cerveau féminin et un cerveau masculin. 
Les préceptes de ce livre sont remis en cause par la linguiste Deborah Cameron (en), dans son livre The Myth of Mars and Venus (en): Do Men and Women Really Speak Different Languages? (2008) où l'autrice vise à démontrer que les différences d'attitudes entre les hommes et les femmes ne sont pas dues à des causes biologiques mais aux attentes sociales[réf. nécessaire].